# Toro Rosso STR4
Toro Rosso STR4 je vůz formule 1 týmu Scuderia Toro Rosso, který se účastnil mistrovství světa formule 1 v roce 2009. Monopost byl představen 9. března na Katalánském okruhu ve Španělsku.

## Popis
STR4 vychází z monopostu RB5 mateřského týmu Red Bull Racing. Oba vozy jsou si na první pohled velmi podobné. Monoposty mají stejnou délku, rozvor, rozložení hmotnosti a celkové rozměry. Hlavní rozdíly mezi STR4 a RB5 jsou v motorech. Red Bull Racing používá agregáty od Renaultu, Toro Rosso má motor Ferrari. Proto jsou rozdíly v palivovém systému, nádrži, systému chlazení a mazání motoru. Převodovku, spojku, chladiče, hydraulické a elektronické systémy si tým Toro Rosso navrhl sám.

## Technická data
- Délka:
- Šířka:
- Výška:
- Váha: 605 kg (včetně pilota, vody a oleje)
- Rozchod kol vpředu:
- Rozchod kol vzadu:
- Rozvor:
- Převodovka: 7stupňová poloautomatická sekvenční s elektronickou kontrolou.
- Spojka: Sachs
- Tlumiče:
- Brzdy: Brembo
- Motor: Ferrari 056
  - V8 90°
  - Objem: 2.398 cm³
  - Výkon: ?cv/18 000 otáček
  - Vrtání: 98 mm
  - Zdvih: ? mm
  - Ventily: 32
  - Mazivo: Shell
  - Palivo: Shell
  - Váha: >95 kg
  - Vstřikování: Magneti Marelli
  - Palivový systém: Magneti Marelli
- Pneumatiky: Bridgestone

## Testy vozu STR4
| Trať      | Datum | Jezdec             | Pořadí | Čas      | Kol |
| --------- | ----- | ------------------ | ------ | -------- | --- |
| Barcelona | 9.3.  | Sébastien Bourdais | 6.     | 1:22,158 | 96  |
| Barcelona | 10.3. | Sébastien Bourdais | 10.    | 1:23,039 | 14  |
| Barcelona | 10.3. | Sébastien Buemi    | 11.    | -        | 6   |
| Barcelona | 11.3. | Sébastien Buemi    | 9.     | 1:21,569 | 145 |
| Barcelona | 12.3. | Sébastien Buemi    | 9.     | 1:21,013 | 62  |
| Barcelona | 12.3. | Sébastien Bourdais | 11.    | 1:21,629 | 27  |
| Jerez     | 1.12. | Brendon Hartley    | 12.    | 1:21,325 | 69  |
| Jerez     | 2.12. | Mirko Bortolotti   | 12.    | 1:21,761 | 69  |
| Jerez     | 3.12. | Brendon Hartley    | 14.    | 1:22,493 | 50  |
| Jerez     | 3.12. | Mirko Bortolotti   | 15.    | 1:23,271 | 34  |

## Výsledky v sezoně 2009

### Závod a kvalifikace
| Legenda k tabulce | Legenda k tabulce                                                                       |
| Barva             | Výsledek                                                                                |
| ----------------- | --------------------------------------------------------------------------------------- |
| Zlatá             | Vítěz                                                                                   |
| Stříbrná          | 2. místo                                                                                |
| Bronzová          | 3. místo                                                                                |
| Zelená            | Bodované umístění                                                                       |
| Modrá             | Nebodované umístění                                                                     |
| Modrá             | Dokončil neklasifikován (NC)                                                            |
| Fialová           | Odstoupil (Ret)                                                                         |
| Červená           | Nekvalifikoval se (DNQ)                                                                 |
| Červená           | Nepředkvalifikoval se (DNPQ)                                                            |
| Černá             | Diskvalifikován (DSQ)                                                                   |
| Bílá              | Nestartoval (DNS)                                                                       |
| Bílá              | Závod zrušen (C)                                                                        |
| Světle modrá      | Pouze trénoval (PO)                                                                     |
| Světle modrá      | Páteční testovací jezdec (TD)                                                           |
| Bez barvy         | Netrénoval (DNP)                                                                        |
| Bez barvy         | Vyřazen (EX)                                                                            |
| Bez barvy         | Nepřijel (DNA)                                                                          |
| Bez barvy         | Odvolal účast (WD)                                                                      |
| Bez barvy         | Nezúčastnil se (prázdné)                                                                |
| Označení          | Význam                                                                                  |
| Tučnost           | Pole position                                                                           |
| Kurzíva           | Nejrychlejší kolo                                                                       |
| †                 | Jezdec nedojel do cíle, ale byl klasifikován, protože odjel více než 90 % délky závodu. |
| ‡                 | Byl udělován poloviční počet bodů, protože bylo odjeto méně než 75 % délky závodu.      |
| Horní index       | Umístění bodujících jezdců ve sprintu                                                   |

| Rok  | Šasi            | Motor              | Pneu | Jezdci      | 1   | 2   | 3   | 4   | 5   | 6   | 7   | 8   | 9   | 10  | 11  | 12  | 13  | 14  | 15  | 16  | 17  | Body   | Umístění |
| ---- | --------------- | ------------------ | ---- | ----------- | --- | --- | --- | --- | --- | --- | --- | --- | --- | --- | --- | --- | --- | --- | --- | --- | --- | ------ | -------- |
| 2009 | Toro Rosso STR4 | Ferrari 056 2.4 V8 | B    | Závod       | AUS | MAL | CHN | BHR | ESP | MON | TUR | GBR | GER | HUN | EUR | BEL | ITA | SIN | JPN | BRA | ABU | 8      | 10.      |
| 2009 | Toro Rosso STR4 | Ferrari 056 2.4 V8 | B    | Bourdais    | 8   | 10  | 11  | 13  | Ret | 8   | 18  | Ret | Ret |     |     |     |     |     |     |     |     | 8      | 10.      |
| 2009 | Toro Rosso STR4 | Ferrari 056 2.4 V8 | B    | Alguersuari |     |     |     |     |     |     |     |     |     | 15  | 16  | Ret | Ret | Ret | Ret | 14  | Ret | 8      | 10.      |
| 2009 | Toro Rosso STR4 | Ferrari 056 2.4 V8 | B    | Buemi       | 7   | 16  | 8   | 17  | Ret | Ret | 15  | 18  | 16  | 16  | Ret | 12  | 13  | Ret | Ret | 7   | 8   | 8      | 10.      |
| 2009 | Toro Rosso STR4 | Ferrari 056 2.4 V8 | B    | Kvalifikace | AUS | MAL | CHN | BHR | ESP | MON | TUR | GBR | GER | HUN | EUR | BEL | ITA | SIN | JPN | BRA | ABU | Průměr | Průměr   |
| 2009 | Toro Rosso STR4 | Ferrari 056 2.4 V8 | B    | Bourdais    | 17  | 15  | 15  | 20  | 17  | 14  | 20  | 17  | 20  |     |     |     |     |     |     |     |     | 17,22  | 15,65    |
| 2009 | Toro Rosso STR4 | Ferrari 056 2.4 V8 | B    | Alguersuari |     |     |     |     |     |     |     |     |     | 20  | 19  | 17  | 20  | 17  | 15  | 12  | 15  | 16,88  | 15,65    |
| 2009 | Toro Rosso STR4 | Ferrari 056 2.4 V8 | B    | Buemi       | 13  | 20  | 10  | 17  | 15  | 11  | 18  | 20  | 17  | 11  | 15  | 16  | 19  | 14  | 10  | 6   | 10  | 14,24  | 15,65    |

### Přehled umístění v tréninku
| Jezdci             | 1   | 1   | 1    | 2   | 2   | 2    | 3   | 3   | 3    | 4   | 4   | 4    | 5   | 5   | 5    | 6   | 6   | 6    | 7   | 7   | 7    | 8   | 8   | 8    | 9   | 9   | 9    | 10  | 10  | 10   | 11  | 11  | 11   | 12  | 12  | 12   | 13  | 13  | 13   | 14  | 14  | 14   | 15  | 15  | 15   | 16  | 16  | 16   | 17  | 17  | 17   |
| ------------------ | --- | --- | ---- | --- | --- | ---- | --- | --- | ---- | --- | --- | ---- | --- | --- | ---- | --- | --- | ---- | --- | --- | ---- | --- | --- | ---- | --- | --- | ---- | --- | --- | ---- | --- | --- | ---- | --- | --- | ---- | --- | --- | ---- | --- | --- | ---- | --- | --- | ---- | --- | --- | ---- | --- | --- | ---- |
| 2009               | AUS | AUS | AUS  | MAL | MAL | MAL  | CHN | CHN | CHN  | BHR | BHR | BHR  | ESP | ESP | ESP  | MON | MON | MON  | TUR | TUR | TUR  | GBR | GBR | GBR  | GER | GER | GER  | HUN | HUN | HUN  | EUR | EUR | EUR  | BEL | BEL | BEL  | ITA | ITA | ITA  | SIN | SIN | SIN  | JPN | JPN | JPN  | BRA | BRA | BRA  | ABU | ABU | ABU  |
| Toro Rosso         | I.  | II. | III. | I.  | II. | III. | I.  | II. | III. | I.  | II. | III. | I.  | II. | III. | I.  | II. | III. | I.  | II. | III. | I.  | II. | III. | I.  | II. | III. | I.  | II. | III. | I.  | II. | III. | I.  | II. | III. | I.  | II. | III. | I.  | II. | III. | I.  | II. | III. | I.  | II. | III. | I.  | II. | III. |
| Sébastien Bourdais | 19  | 16  | 15   | 19  | 18  | 19   | 10  | 10  | 14   | 19  | 14  | 20   | 15  | 11  | 14   | 14  | 16  | 13   | 19  | 19  | 17   | 15  | 16  | 14   | 16  | 19  | 20   |     |     |      |     |     |      |     |     |      |     |     |      |     |     |      |     |     |      |     |     |      |     |     |      |
| Jaime Alguersuari  |     |     |      |     |     |      |     |     |      |     |     |      |     |     |      |     |     |      |     |     |      |     |     |      |     |     |      | 20  | 20  | 18   | 13  | 19  | 19   | 5   | 9   | 15   | 17  | 15  | 19   | 19  | 20  | 18   | 14  | 9   | 10   | 19  | 19  | 13   | 9   | 19  | 20   |
| Sébastien Buemi    | 15  | 20  | 16   | 17  | 13  | 18   | 13  | 15  | 13   | 20  | 13  | 17   | 18  | 9   | 9    | 11  | 15  | 16   | 20  | 20  | 18   | 19  | 20  | 19   | 17  | 18  | 17   | 19  | 19  | 5    | 11  | 16  | 11   | 4   | 11  | 12   | 6   | 10  | 15   | 13  | 17  | 9    | 5   | 6   | 2    | 13  | 2   | 7    | 6   | 6   | 4    |